# Johnny Petersen
Johnny Henri Petersen (ur. 27 listopada 1947 w Brande) – duński piłkarz występujący na pozycji pomocnika. Trener piłkarski.

## Kariera klubowa
Petersen karierę rozpoczynał w sezonie 1966 w pierwszoligowym zespole Akademisk BK. W sezonie 1967 zdobył z nim mistrzostwo Danii, a w sezonie 1971 spadł do drugiej ligi. W następnym awansował z zespołem powrotem do pierwszej ligi, ale w sezonie 1973 spadł z nim ponownie do drugiej.
W 1974 roku Petersen przeszedł do niemieckiego FC St. Pauli z 2. Bundesligi. Zadebiutował w niej 3 sierpnia 1974 w przegranym 1:3 meczu z SG Wattenscheid 09. Przez dwa sezony w barwach St. Pauli rozegrał 51 spotkań i zdobył 5 bramek. W 1976 roku wrócił do klubu Akademisk BK, nadal grającego w drugiej lidze. W 1979 roku przeszedł do pierwszoligowego B1893, a w 1980 roku zakończył tam karierę.

## Kariera reprezentacyjna
W reprezentacji Danii Petersen zadebiutował 19 maja 1970 w przegranym 0:2 towarzyskim meczu z Polską. W drużynie narodowej rozegrał 3 spotkania, wszystkie w 1970 roku.